# ミゲル・アンヘル・アングロ
ミゲル・アンヘル・アングロ・バルデレイ（Miguel Ángel Angulo Valderrey、1977年6月23日 - ）は、スペイン・オビエド出身の元サッカー選手、サッカー指導者。元スペイン代表である。

## 経歴

### クラブ
スペイン北部のオビエド出身で、1994-95シーズンにスポルティング・ヒホンの下部組織に加入するが、1995年夏にバレンシアCF・メスタージャに移った。1996-97シーズンはセグンダ・ディビシオン（2部）のビジャレアルCFにレンタル移籍し、1997年夏にバレンシアCFに復帰した。
クラブで頭角を現し始めたのは1998-99シーズン。この年に背番号10番を背負うと、自慢の快速を生かし、クラウディオ・ロペスとの2トップでチームの高速カウンターアタックを支える中心選手となった。2001-02シーズンと2003-04シーズンにはリーグ優勝を果たし、2004年にはUEFAカップ決勝でオリンピック・マルセイユを破って優勝した。2004年夏には日本ツアーで来日しており、2試合2ゴールと大きなインパクトを残して帰っていった。2004年夏、プレミアリーグのアーセナルFCへの移籍が内定し、メディカルチェックも済ましていたが、「俺のハートがバレンシアに戻れと言った」と発言して土壇場で翻意した。
2007年12月20日、ロナルド・クーマン監督はアングロとサンティアゴ・カニサレス、ダビド・アルベルダに対して戦力外通告を行った。2008年4月にクーマン監督が解任され、ボロ新監督の下、3人はトップチームのメンバーに復帰した。4月27日、ホームでのCAオサスナ戦でリーグ戦に復帰し、ダビド・ビジャとの途中交代で5分間だけ出場した。2009年8月、チームの若返りを図るウナイ・エメリの構想外となり、バレンシアCFとの契約を解除した。90分間を通して攻守に走り続ける献身性とその万能性を歴代監督に買われ、コンスタントに一定数の出場と得点・アシストを10年間に渡り記録した。
2009年8月後半、スーペル・リーガのスポルティングCPと1年契約を結んだ。同年12月、スポルティングを退団、引退を発表した。

### 代表
1995年にはスペインU-18代表の一員として欧州U-19選手権で優勝し、さらに1998年にも同U-21代表の一員としてU-21欧州選手権でも優勝した。2000年にはスペインU-23代表のキャプテンとしてシドニーオリンピックに参加。決勝のPK戦でPKを失敗してカメルーンに敗れるも、銀メダルを獲得した。その後しばらく代表とは縁の無い選手生活を送るが、2004年にスペイン代表に初招集され、イングランド戦で、途中出場ながらA代表デビューを飾った。
2006年10月、スウェーデン戦で約2年ぶりに代表復帰した。

## エピソード
熱血という言葉がピッタリ当てはまる選手で、自分が決めたゴールを喜びすぎて退場処分を受けたり、サポーターを侮辱した相手選手に激しいタックルをかまして退場処分を受けたり、下部組織の後輩の仇打ちに肘鉄を見舞ったりというお茶目な一面もある。来日ツアー時に日本のファンから「今シーズンは20ゴール頼むよ、20ゴール!」というリクエストが出されたが、「無理だ（苦笑）」と爽やかに言い放ち、日本人ファンからの人気をさらに高めた。
本人曰く、向いていると思うのはセカンドトップかサイドハーフだという。スポルティングへの移籍に際し背番号17を選んだ理由は「気持ちはまだ17歳だから」というものである。
- 人差し指を天に向けるゴールパフォーマンスは、2006年12月に亡くなった彼の母に捧げるものである。2007年に結婚した。

## 所属クラブ
- バレンシアCF・メスタージャ 1995-1996
- バレンシアCF 1996-2009

→ ビジャレアルCF 1996-1997 (loan)
- スポルティング・クルーベ・デ・ポルトゥガル 2009

## タイトル

### クラブ
バレンシア
- リーガ・エスパニョーラ : 2001-02, 2003-04
- コパ・デル・レイ : 1998-99, 2007-08
- スーペルコパ・デ・エスパーニャ : 1999
- UEFAカップ : 2003-04
- UEFAスーパーカップ : 2004
- UEFAインタートトカップ : 1998

### 代表
U-18スペイン代表
UEFA U-19欧州選手権 : 1995
U-21スペイン代表
- UEFA U-21欧州選手権 : 1998

## 個人成績
| クラブ           | シーズン | リーグ | リーグ | カップ | カップ | 欧州カップ | 欧州カップ | 通算 | 通算 |
| クラブ           | シーズン | 出場   | 得点   | 出場   | 得点   | 出場       | 得点       | 出場 | 得点 |
| ---------------- | -------- | ------ | ------ | ------ | ------ | ---------- | ---------- | ---- | ---- |
| ビジャレアルCF   | 1996-97  | 32     | 9      | 5      | 1      | -          | -          | 37   | 10   |
| ビジャレアルCF   | 通算     | 32     | 9      | 5      | 1      | 0          | 0          | 37   | 10   |
| バレンシアCF     | 1997-98  | 28     | 2      | 3      | 2      | -          | -          | 31   | 4    |
| バレンシアCF     | 1998-99  | 35     | 8      | 6      | 1      | 10         | 3          | 51   | 12   |
| バレンシアCF     | 1999-00  | 29     | 5      | 3      | 0      | 16         | 3          | 48   | 8    |
| バレンシアCF     | 2000-01  | 28     | 0      | 2      | 1      | 10         | 0          | 40   | 1    |
| バレンシアCF     | 2001-02  | 26     | 4      | 0      | 0      | 5          | 2          | 31   | 6    |
| バレンシアCF     | 2002-03  | 24     | 4      | 4      | 0      | 11         | 2          | 39   | 6    |
| バレンシアCF     | 2003-04  | 22     | 2      | 5      | 1      | 9          | 2          | 36   | 5    |
| バレンシアCF     | 2004-05  | 25     | 3      | 3      | 0      | 5          | 0          | 33   | 3    |
| バレンシアCF     | 2005-06  | 32     | 6      | 3      | 0      | 1          | 0          | 36   | 6    |
| バレンシアCF     | 2006-07  | 36     | 6      | 3      | 2      | 10         | 2          | 49   | 10   |
| バレンシアCF     | 2007-08  | 16     | 2      | 0      | 0      | 4          | 0          | 20   | 2    |
| バレンシアCF     | 2008-09  | 11     | 0      | 3      | 1      | 2          | 0          | 16   | 1    |
| バレンシアCF     | 通算     | 312    | 42     | 35     | 8      | 83         | 14         | 430  | 64   |
| スポルティングCP | 2009-10  | 4      | 0      | 2      | 0      | 3          | 0          | 9    | 0    |
| スポルティングCP | 通算     | 4      | 0      | 2      | 0      | 3          | 0          | 9    | 0    |
| 通算             | 通算     | 348    | 51     | 42     | 9      | 86         | 14         | 476  | 74   |